# البرنامج الأوروبي لحماية البنية التحتية الحرجة
البرنامج الأوروبي لحماية البنية التحتية الحرجة (بالإنجليزية: European Programme for Critical Infrastructure Protection)‏ وتُعرف اختصارا EPCIP يشير إلى المعتقدات والبرامج التي تم إنشاؤها لتحديد وحماية البنية التحتية الحيوية التي يمكن، في حالة حدوث خطأ أو حادثة أو هجوم، أن تؤثر بشكل خطير على كل من البلد الذي تستضيفه وعلى الأقل أوروبية أخرى دولة عضو.

## التاريخ
جاء البرنامج الأوروبي لحماية البنية التحتية الحرجة كنتيجة للتشاور الذي أجراه المجلس الأوروبي في عام 2004، والسعي للحصول على برنامج لحماية البنية التحتية الحيوية من خلال «الاتصالات بشأن حماية البنية التحتية الحرجة في مكافحة الإرهاب». في ديسمبر 2004، أقر عزم المفوضية الأوروبية على اقتراح برنامج أوروبي لحماية البنية التحتية الحرجة (EPCIP) ووافق على إنشاء شبكة معلومات الإنذار بالبنية التحتية الحرجة (CIWIN). في ديسمبر/كانون الأول، أصدرت المفوضية الأوروبية تصميمها النهائي كتوجيه EU EU (2006) 786؛ هذا يلزم جميع الدول الأعضاء بتبني مكونات EPCIP في قوانينها الوطنية. لا ينطبق هذا فقط على المجال الرئيسي في الاتحاد الأوروبي ولكن أيضًا على المنطقة الاقتصادية الأوروبية الأوسع.
حدد البرنامج الأوروبي لحماية البنية التحتية الحرجة أيضًا البنية التحتية الحرجة الوطنية (NCI) حيث يؤثر تعطيلها على دولة عضو واحدة فقط. حددت مسؤولية حماية عناصر NCI على مالكها / المشغلين وعلى الدولة العضو ذات الصلة، وشجعت كل دولة عضو على إنشاء برنامج CIP الوطني الخاص بها.